# Quercymegapodiidae
Quercymegapodiidae — вимерла родина куроподібних птахів, що існувала у пізньому еоцені – ранньому міоцені. Скам'янілі рештки представників родини знайдено у Франції та Бразилії.

## Роди
- Taubacrex
- Ameripodius
- Quercymegapodius